# Андрей Докурчев
Андрей (Андрея) Димков (Димов, Димитров) Докурчев с псевдоним Осман Бегович е български революционер, деец на Вътрешната македоно-одринска революционна организация.

## Биография
Докурчев е роден в 1878 или в 1880 година във Велес, Османската империя, днес Северна Македония. В 1894 година става член на ВМОРО, минава в нелегаленост през 1896 година, като постъпва в четата на Андон Кьосето, а по-късно при Михаил Попето и Кръстьо Асенов. В 1902 година става горноджумайски околийски войвода, член на Струмишкия революционен комитет, като участва в аферата „Мис Стоун“.
През пролетта на 1903 година заминава за Крушевско с четата на Питу Гули като ръководител на Първи отряд. По време на Илинденско-Преображенското въстание взема участие в превземането на Крушево, защитата на Крушевската република.
След въстанието отново е войвода в Горноджумайско в периода 1904 – 1905 година. От следващата 1906 година е нелегален член на Струмишкия окръжен революционен комитет и окръжен ревизор на четите.
Загива на 10 – 11 октомври 1907 година в местността Бел камен край село Будинарци, Малешевско, след среща с четата на Герасим Огнянов. Според друг източник загива в кичевското село Белица.